# Readlyn (Iowa)
Readlyn – miasto w Stanach Zjednoczonych, w stanie Iowa, w hrabstwie Bremer. W 2000 roku liczyło 786 mieszkańców.